# Кемменталь
Кемменталь (нем. Kemmental) — коммуна в Швейцарии, в кантоне Тургау.
Входит в состав округа Кройцлинген. Население составляет 2729 человек (на 31 декабря 2022 года), площадь 25,04 км². Официальный код — 4666.
Образована 1 января 1996 года при слиянии коммун Альтисхаузен (нем. Altishausen), Альтерсвилен (нем. Alterswilen), Эллигхаузен (нем. Ellighausen), Нойвилен (нем. Neuwilen), Липпольдсвилен (нем. Lippoldswilen), Зигерсхаузен (нем. Siegershausen) округа Кройцлинген, а также Хугельсхофен (нем. Hugelshofen) и Дотнахт (нем. Dotnacht) округа Вайнфельден.

## Население
| Населённый пункт | 31.12.2018 | 31.12.2022 |
| ---------------- | ---------- | ---------- |
| Альтерсвилен     | 253        |            |
| Альтисхаузен     | 154        |            |
| Дотнахт          | 308        |            |
| Эллигхаузен      | 133        |            |
| Хугельсхофен     | 423        |            |
| Липпольдсвилен   | 170        |            |
| Нойвилен         | 549        |            |
| Зигерсхаузен     | 547        |            |
| Итого            | 2537       | 2729       |

## Фотографии

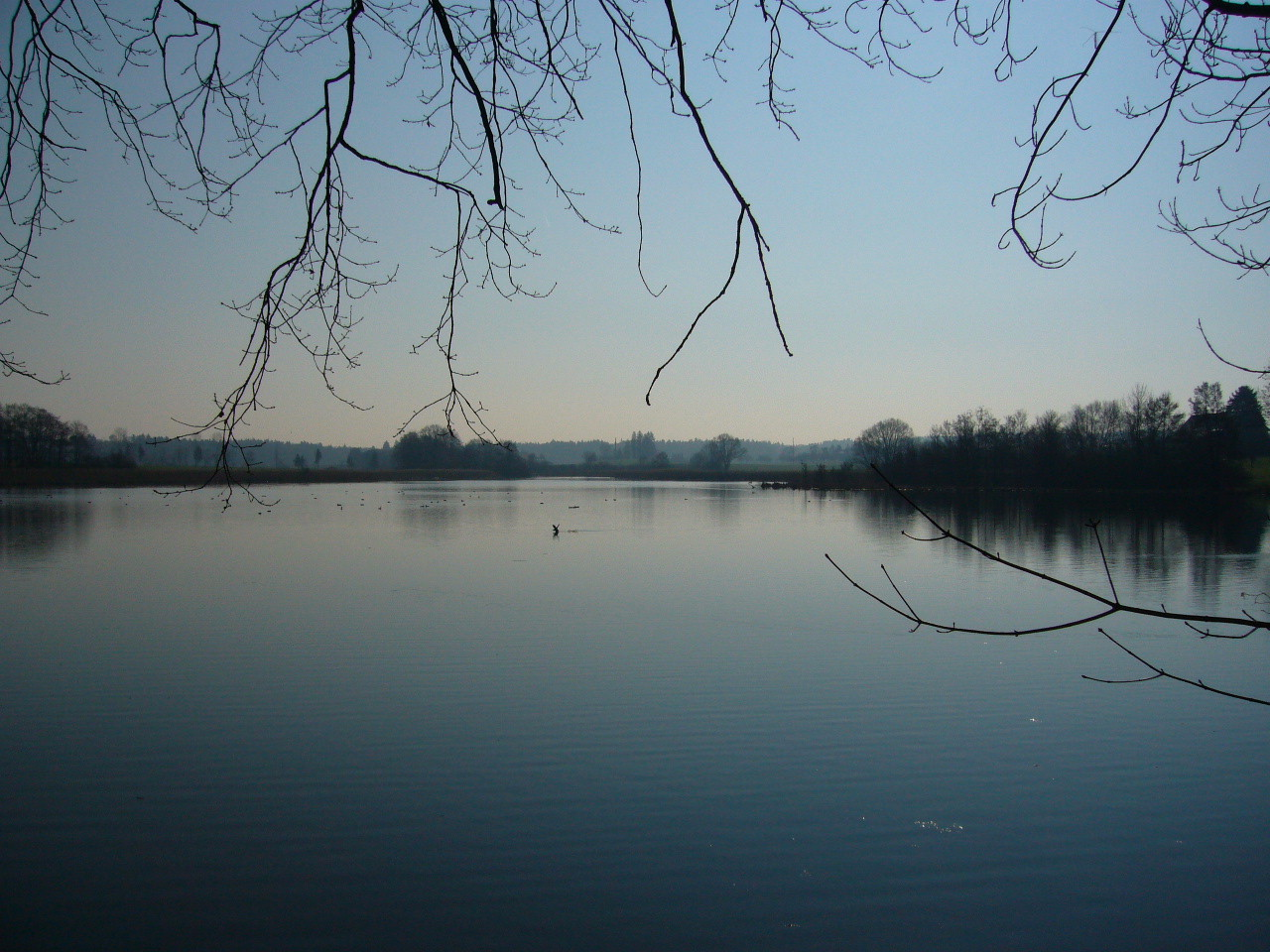
Пруд Боммер (нем. Bommer Weiher)
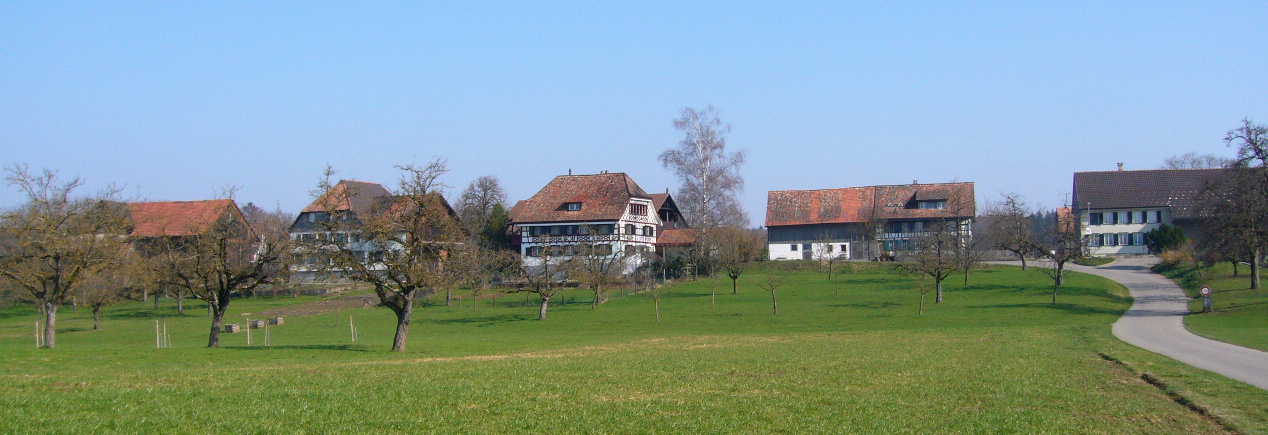
Боммер, Альтерсвилен
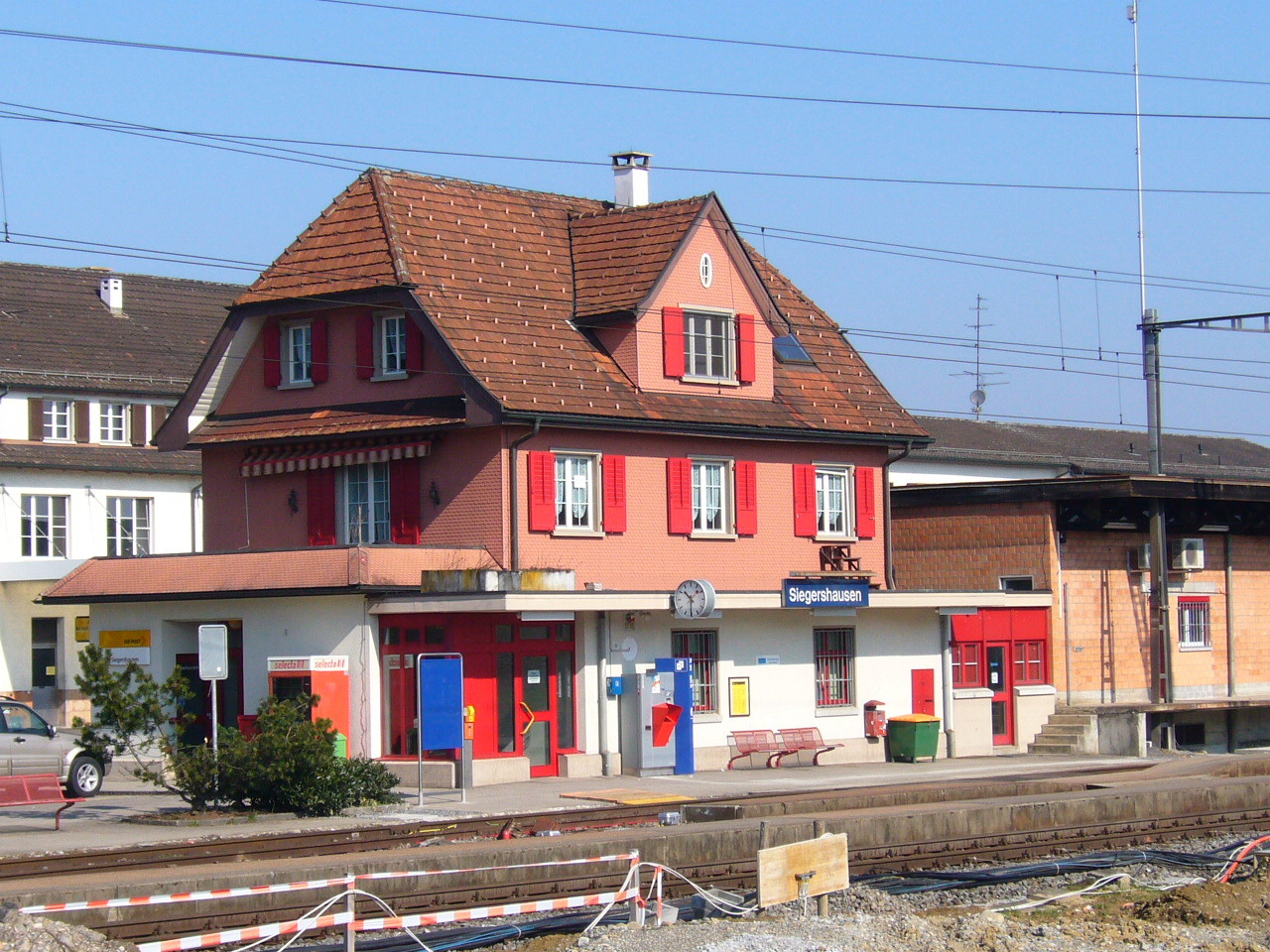
Вокзал Зигерсхаузен